# Conseil de la côte ouest
Le Conseil de la côte ouest est une zone d'administration locale occupant la plus grande partie de l'ouest de la Tasmanie en Australie.
La région a été autrefois occupée par des camps de déportés notamment au niveau de l'île Sarah dans la baie Macquarie.
Elle est occupée par la West Coast Range, une chaine de montagnes qui la sépare du reste de l'île.